# William Keith Swayze
William Keith »Pete« Swayze, kanadski letalski častnik, vojaški pilot in letalski as, * 16. december 1898, Toronto, Ontario, † 1920, Toronto, Ontario.
Nadporočnik Swayze je v svoji vojaški službi dosegel 6 zračnih zmag.

## Življenjepis
Med prvo svetovno vojno je bil pripadnik 62. eskadrilje Kraljevega letalskega korpusa, kjer je letel s Bristol Fighterjem.
Vse zračne zmage je dosegel leta 1918. 4. septembra 1918 je bilo njegovo letalo poškodovano v boju, nakar je moral pristati na sovražnikovem ozemlju in postal vojni ujetnik.